# تاکورو اوهارا
تاکورو اوهارا (انگلیسی: Takuro Uehara؛ زادهٔ ۸ ژوئیهٔ ۱۹۹۱) بازیکن فوتبال اهل ژاپن است.